# 卡薩比恩
卡薩比恩（Kasabian） 是英國的一個搖滾樂隊，于1999年在萊斯特郡康帖斯特霍普組建。樂隊一開始的成員有主唱湯姆·梅岡、吉他和鍵盤手克里斯多弗·卡洛夫、吉他手瑟吉歐·皮佐諾、貝斯手庫里斯·愛德華茲和鼓手艾許·漢尼斯。
樂隊已經發行了六張錄音室專輯，分別是《Kasabian》（2004）、《Empire》（2006）、《West Ryder Pauper Lunatic Asylum》（2009）、《Velociraptor!》（2011）、《48:13》（2014）以及《For Crying Out Loud》（2017）。2004年，伊恩·麥修斯加入樂隊，替代漢尼斯擔當鼓手，巡迴表演吉他手傑·梅勒在2006年加入，替代離團的克里斯多弗，隨後也於2013年離隊加入泡泡眼。樂隊的首張專輯即取得英國專輯排行榜第四名的佳績，在世界範圍內引起熱烈的迴響，之後發行的五張專輯也都登上同排行榜第一位。他們的音樂曾獲得多項獎項，包含2010年全英音樂獎的最佳英國樂團。他們的歌曲也被廣泛運用在諸如遊戲、影集或電影等等不同的媒體之中，如Fire成為了英超的官方主題曲。

## 歷史

### 成立與第一張專輯
樂團於皮佐諾、梅岡和愛德華茲一起在Countesthorpe Community College讀書時成立，最初的團名叫做「Saracuse」，並在當時作為工程師的貝斯手庫里斯·愛德華茲所工作的Bedrock Studios開始錄音。樂團的第一張迷你專輯樣本在1998年由Scott Gilbert製作。隨後根據曼森家族的Linda Kasabian而更名為Kasabian，其實Kasabian是一個常見的亞美尼亞姓氏，由亞美尼亞語ղասաբ「ġasab」和父姓的字尾յան（-yan）結合而成。
同名出道專輯在2004年9月13日於英國發行便獲得了廣大的好評和良好的銷售成績。在錄製這張專輯的期間，為了避免干擾，他們還曾經一同住在農舍裡。2005年，Kasabian登上了格拉斯頓伯里當代表演藝術節。真正讓樂團在英國專輯排行榜上獲得成功的，是他們的第三張單曲「Club Foot」，這首歌也成為幾乎每次現場演出時固定會表演的歌曲之一。
在這段期間，樂團更換過非常多位鼓手，包含現任的鍵盤手Ben Kealey在內。直到在布里斯托錄音時，樂團遇見了伊恩·麥修斯。麥修斯參與了「Processed Beats」和其他B面歌曲的錄音，並於2004年被邀請作為巡迴表演的鼓手，於2005年4月成為固定成員。

## 音樂作品
- 卡薩比恩 (Kasabian) (2004)
- 帝國 (Empire) (2006)
- 西萊德貧民瘋人院 (West Ryder Pauper Lunatic Asylum) (2009)
- 迅猛龍!(暫譯) (Velociraptor!) (2011)
- 48:13(48:13) (2014)
- 算我求你 (暫譯) (For Crying Out Loud) (2017)
- The Alchemist's Euphoria (2022)
- Happenings (2024)

## 外部連結
- 官方網站（页面存档备份，存于）
- 卡薩比恩樂團 維基英文網頁（页面存档备份，存于） （英文）